# إسوري
إسوري (بالفرنسية: Écurie) هي بلدية تقع في إقليم باد كاليه من منطقة نور با دو كاليه في شمال فرنسا. تبلغ مساحة هذه المدينة 2.99 (كم²)، وترتفع عن سطح البحر 104 م، يبلغ عدد سكانها 297 نسمة حسب إحصاء المعهد الوطني للإحصاء والدراسات الاقتصادية سنة 2009 م. وترأس Armand Wintrebert البلدية خلال فترة (2008-2014).